# 논산 충헌사
논산 충헌사(論山 忠憲祠)은 대한민국 충청남도 논산시에 있는 조선 시대의 건축물이다. 2007년 11월 30일 충청남도의 유형문화재 제194호로 지정되었다.

## 참고 자료
- 논산충헌사 - 국가유산청 국가유산포털